# قناة سكوب
قناة سْكُوْب، هي فضائية كويتية سياسية شاملة تملكها الكاتبة فجر السعيد، بدأ بث القناة عام 2007 ، مديرها التنفيذي محمد طلال السعيد ، تقدم القناة البرامج الحوارية والسياسية والفنية كما تعرض عدد من المسلسلات في فترة الفترات تعرضت القناة للانتقادات الشديدة لتوجها السياسي.

## اقتحام القناة عام 2010
في أكتوبر 2010 اقتحم مبنى القناة حشدٌ من حوالي 150 شخص أغضبهم برنامج «زين وشين» الّذي زعموا أنّه أهان الأسرة الحاكمة «آل صباح»، وبحسب ما قاله شهود عيان فكان بعض المهاجمين مسلحين بمسدسات وسكاكين وهاجموا الاستوديو وأتلفوه وضربوا العمال فجرحوا 10 منهم.
وكانت النيابة العامة قد وجٌهت إلى فجر السعيد تهمة «التحريض على قلب نظام الحكم» من خلال مسلسل «صوتك وصل» الذي بث على القناة في فترة سابقة.
وذكرت فجر السعيد أن مقدم البرنامج ألمح فيما يبدو إلى أن عضوا بالأسرة بالحاكمة يشغل منصبا رفيعا بوزارة الإعلام الكويتية وأنّه هو المسؤول عن ذلك الاتهام.

## البرامج
تحتوي القناة على عدة برامج حوارية ثابتة ذات محتوى سياسي واجتماعي وهي:
- شات النجوم وبرنامج فني يطرح أسئلة الجمهور بالشات على الضيوف الفنانين وتقدمه هبة هاشم وانطلق عام 2007 وتوقف بعد سنة.
- هموم المواطن وهو برنامج سياسي اجتماعي يعتمد على تلقّي اتصالات المشاهدين ومن تقديم فهد السلامة وبدأ منذ عام 2008.
- نأسف عدم الإزعاج وهو برنامج فني مباشر يهتم بأهم أخبار الفن واستمر منذ انطلاقته عام 2011 حتى بداية العام 2015 تقدمه مي العيدان.
- كشف حساب وهو برنامج فني نقدي ويعتبر مواصلة لبرنامج نأسف عدم الإزعاج وبدأ بثه عام 2017.
- زين وشين من تقديم طلال السعيد من عام 2008 إلى إنه توقف.
- مع التقدير وهو برنامج مسائي حواري من تقديم حنان كمال من عام 2008 توقف عام 2017.
- بوح مع نادية وهو برنامج مسائي حواري من تقديم نادية المراغي بدأ بثه عام 2018.